# Allan Warren
Michael Allan Warren (* 26. října 1948 Wimbledon, Londýn) je britský fotograf, spisovatel a herec. Jeho dílo zahrnuje portrétní fotografie mnoha celebrit z období pozdních 60., 70. a 80. let, například členové britské královské rodiny, vlivní politici a umělci z oblasti umění, hudby a literatury, stejně jako někteří z nejvýznamnějších osobností z Hollywoodu své doby.

## Kariéra
Warren začal svou fotografickou kariéru v 17. letech, když hrál ve hře Alana Bennetta Forty Years On s Johnem Gielgudem v londýnském West Endu v divadle Apollo. Přibližně v té době si Warren koupil svůj první fotoaparát z druhé ruky a začal pořizovat fotografie svých kolegů herců. Jeho prvním důležitým úkolem bylo, když jej jeho přítel Mickey Deans požádal o fotografování jeho svatbu s Judy Garlandovou, který znamenal začátek Warrenovy dráhy profesionálního fotografa. Během pobytu v New Yorku z osobních důvodů, absolvoval konkurz divadla Broadway. Nicméně později nabídnutou roli odmítl, vrátil se do Londýna a věnoval se fotografii profesionálně.
Po této rozhodující události Warren zahájil svou fotografickou kariéru, během které pořídil portréty významných osobností včetně mnoha herců, spisovatelů, hudebníků, politiků i členů britské královské rodiny. Na počátku 80. let Warren nasnímal všech 26 nekrálovských a čtyři královská hrabata.

## Portrétní fotografie (výběr)

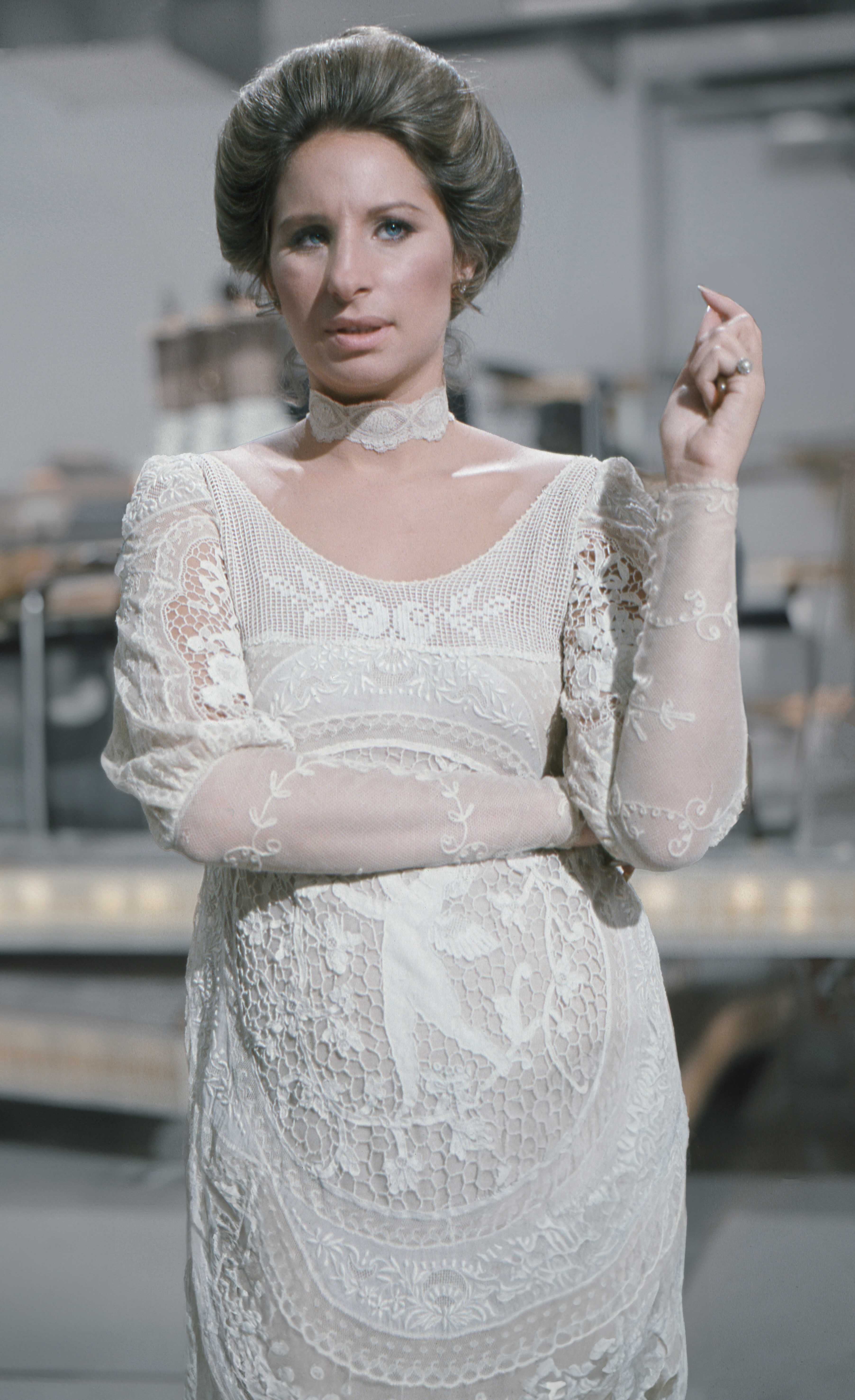
Barbra Streisandová
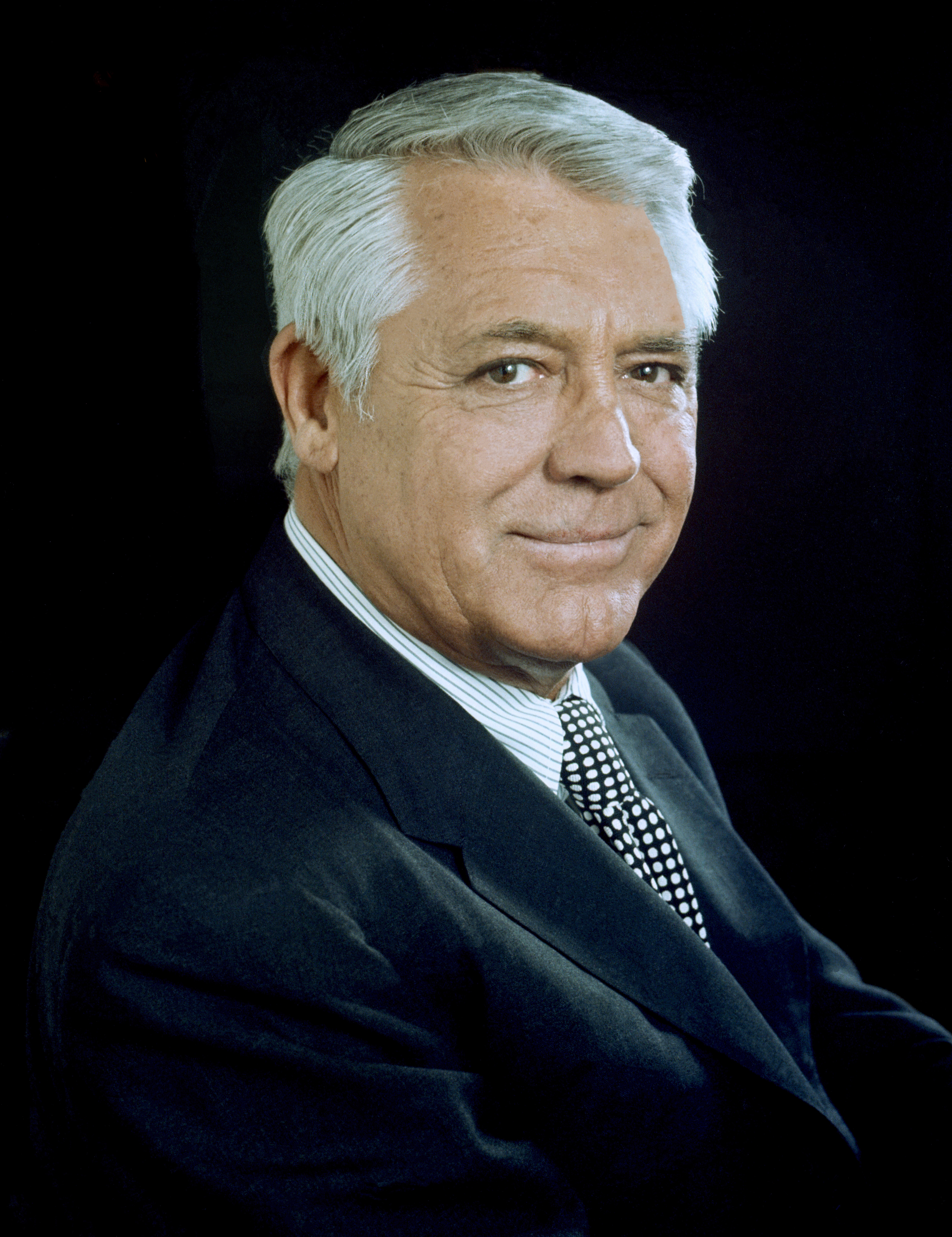
Cary Grant
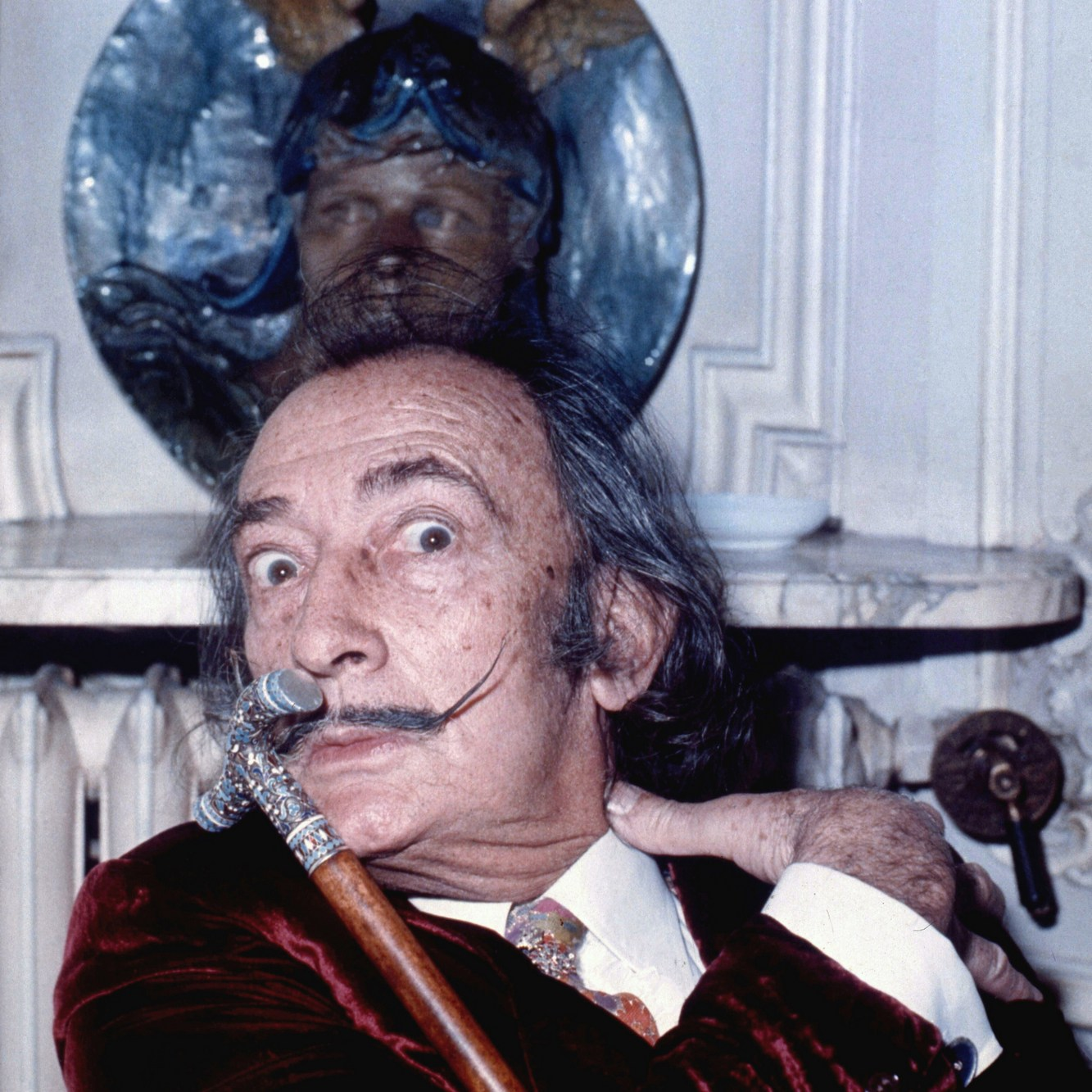
Salvador Dalí
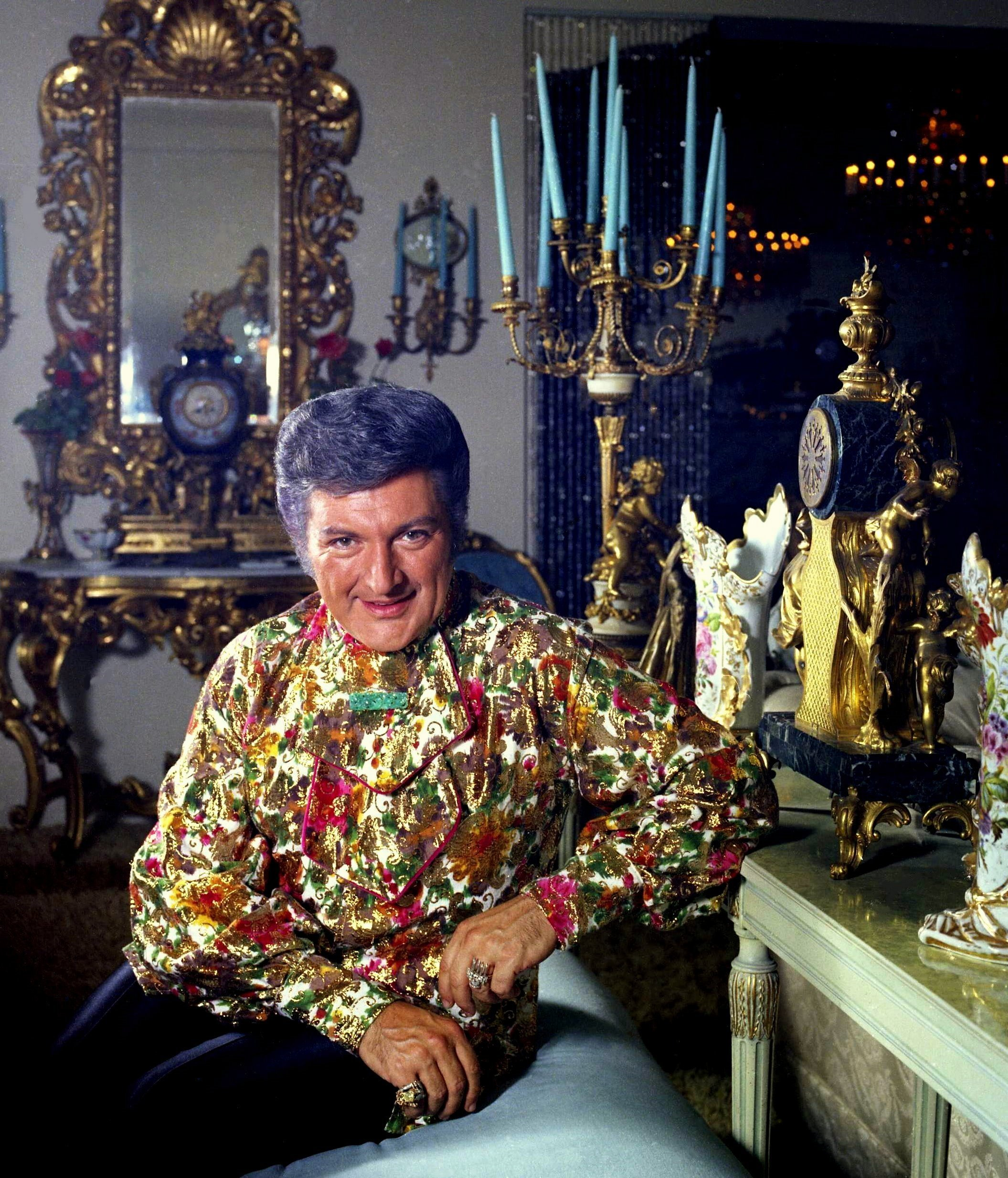
Liberace
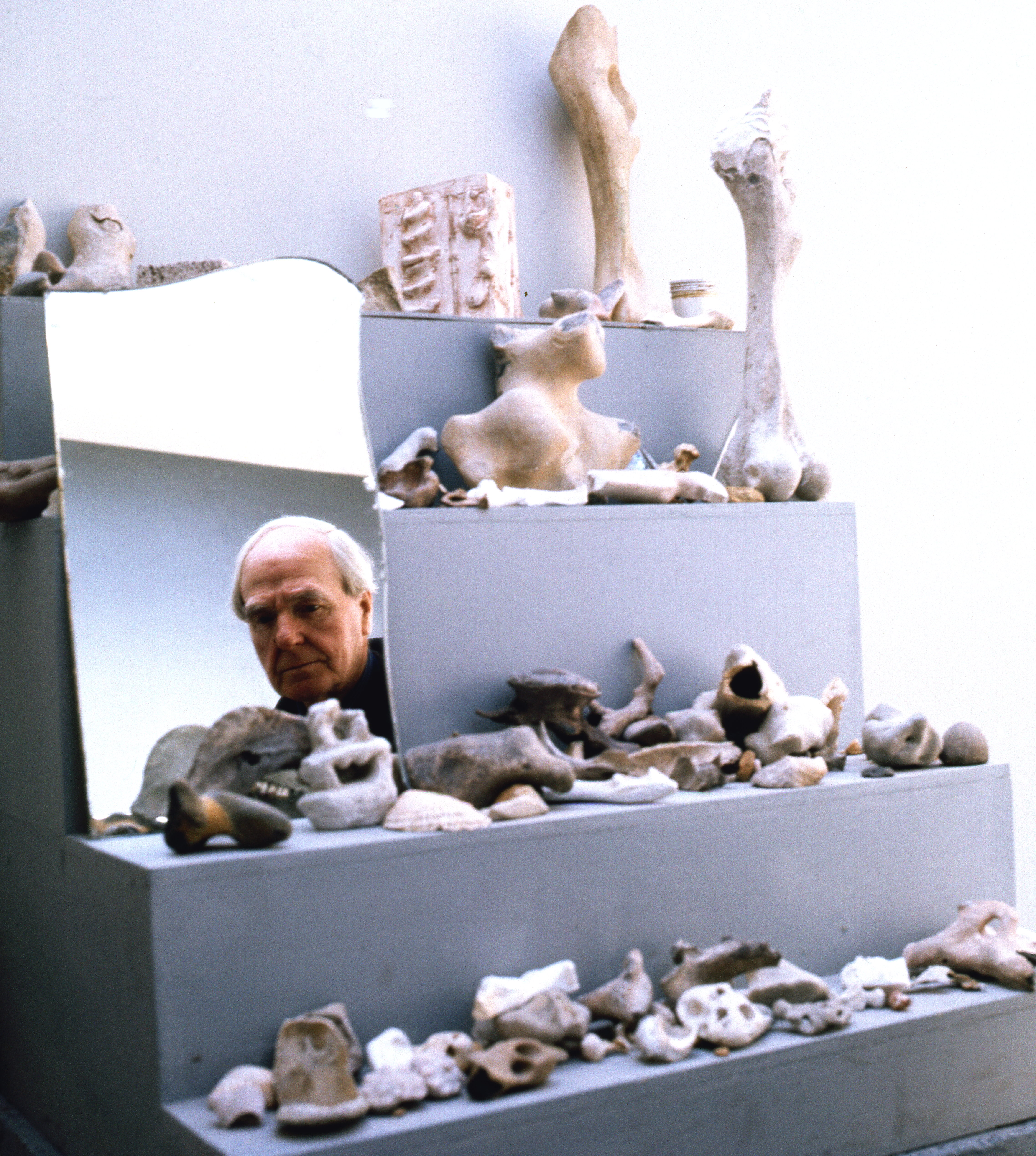
Henry Moore
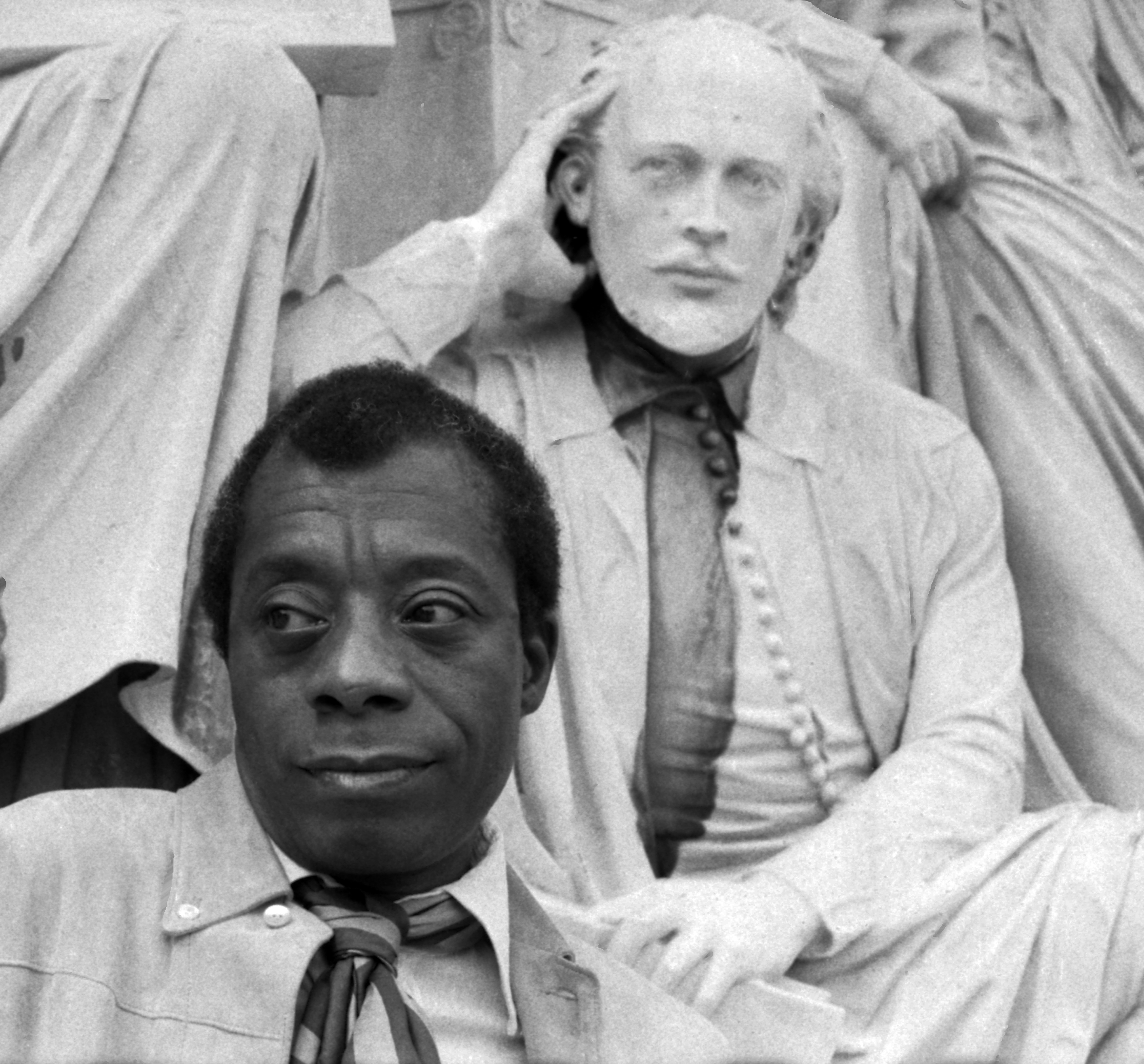
James Baldwin
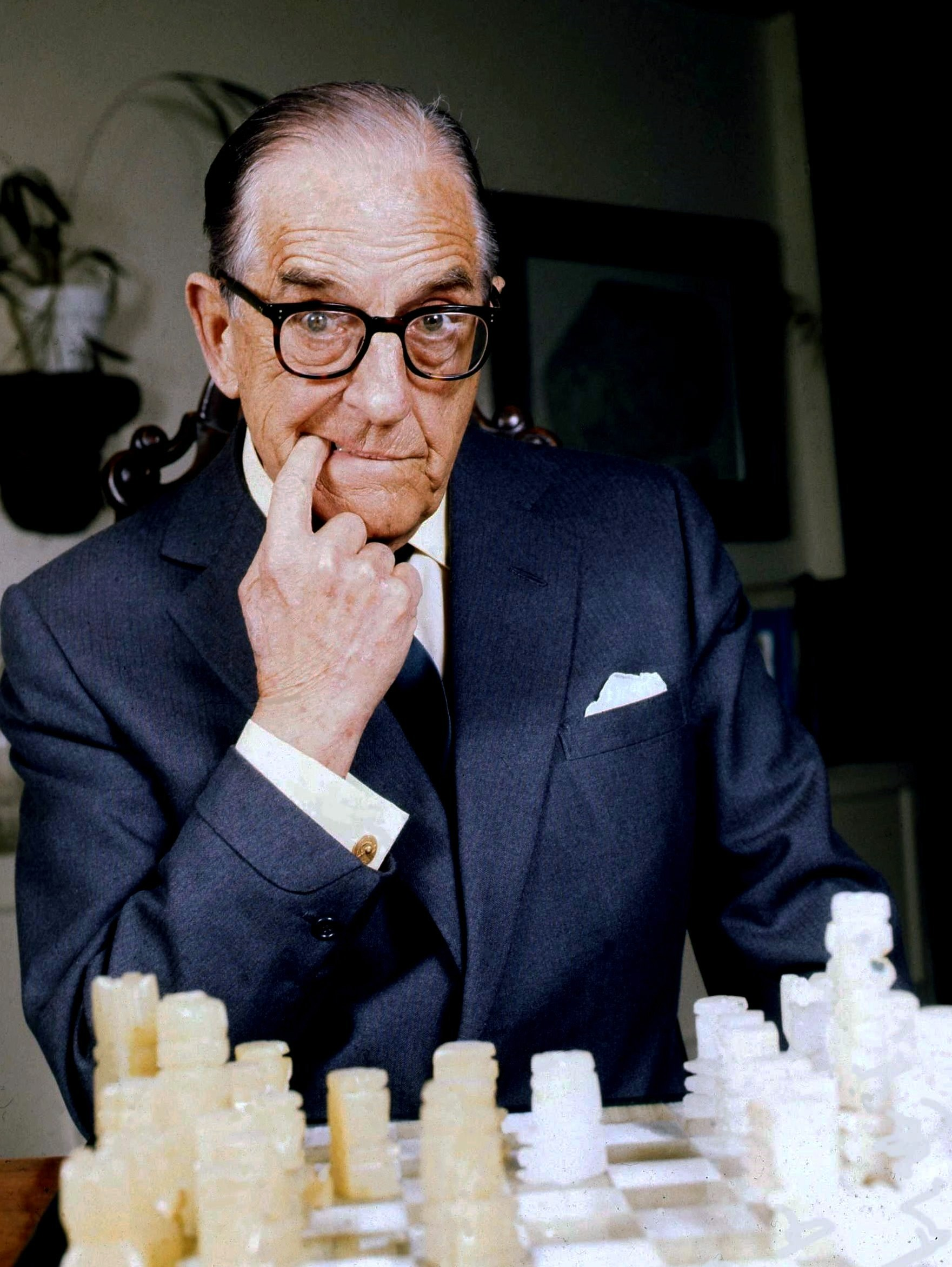
Stanley Holloway
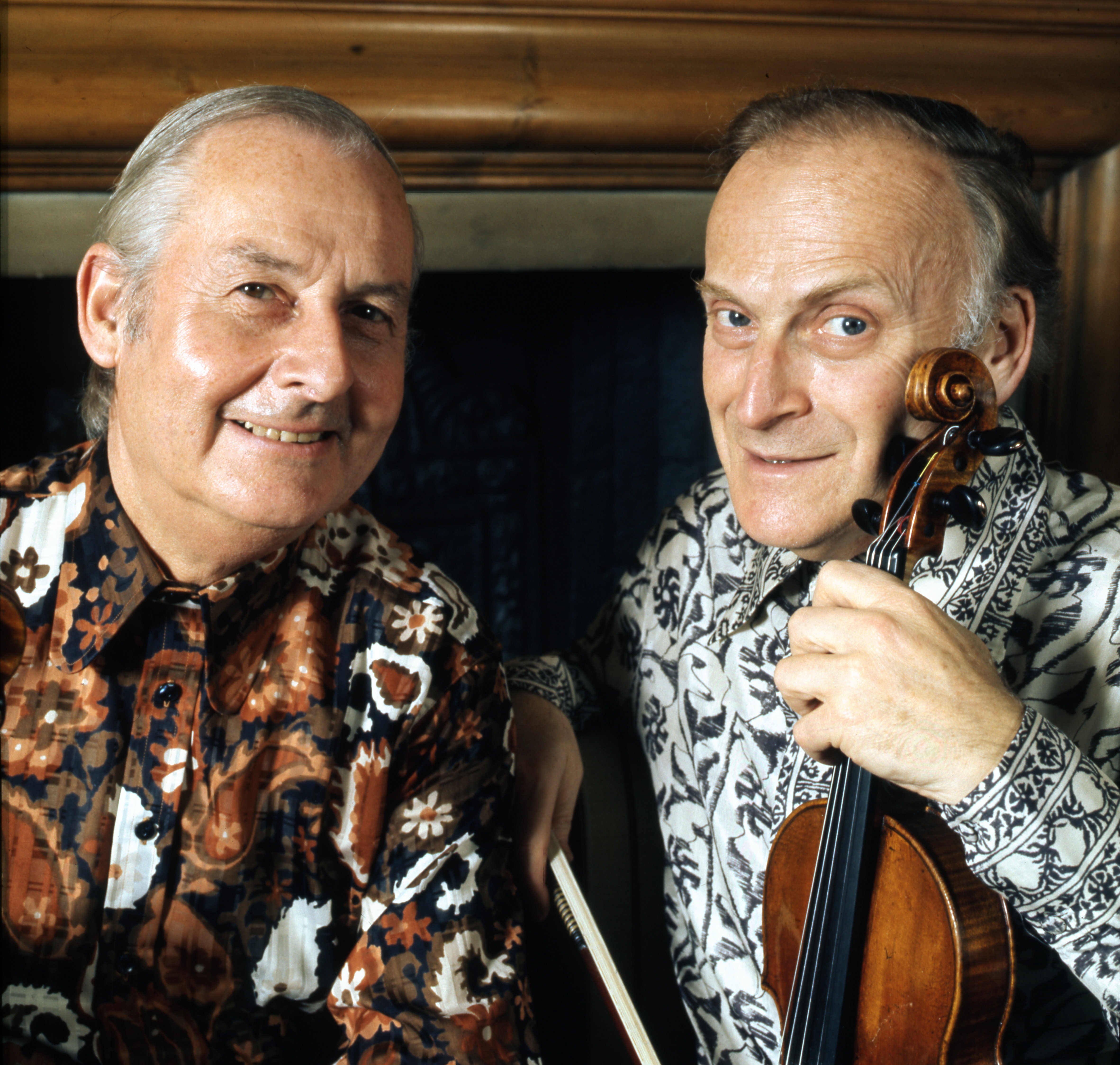
Yehudi Menuhin a Stéphane Grappelli
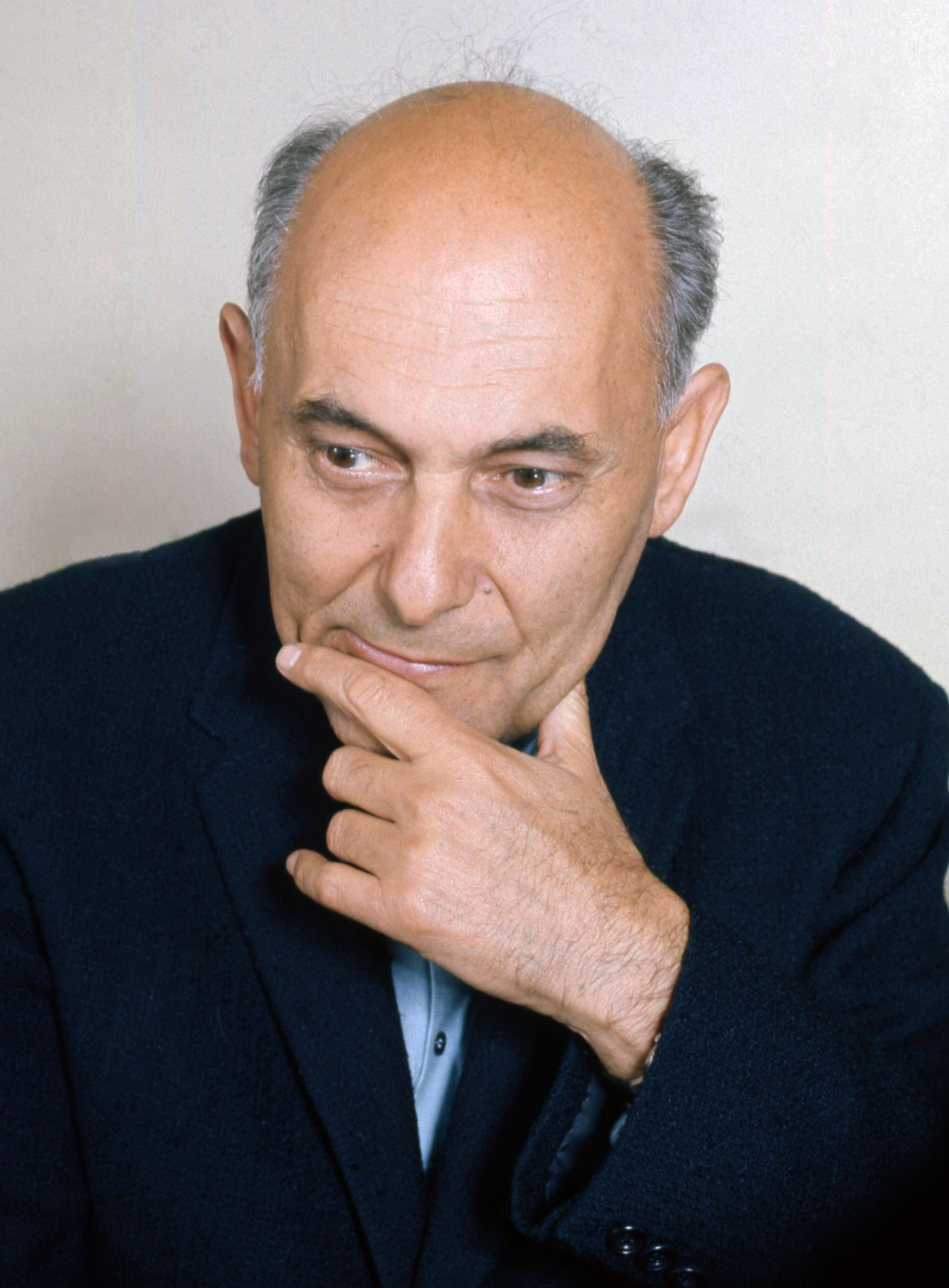
Solti György